# Ellen Muth
Ellen Anna Muth (6 de março de 1981) é uma atriz americana, conhecida por seu papel George Lass na série Dead Like Me.

## Vida pregressa
Ellen Muth nasceu em Milford, Connecticut para Rachel e Eric Muth, um veterano militar.
Muth frequentou a Skip Barber Racing School e o Lee Strasberg Theatre and Film Institute. A partir de 2004, era membro da Intertel e Mensa, sociedades de alto QI.

## Filmografia
- Dolores Claiborne (1995) Selena nova
- Law & Order (1997) Adele Green Episódio: "Thrill"
- Only Love (1998) Rachel
- The Young Girl and the Monsoon (1999) Constance
- The Truth About Jane (2000) Jane
- Cora Unashamed (2000) Jessie Studevant aos 18 anos
- The Beat (2000) Jacqueline Hutchinson Episódio: "The Beat Goes On"
- Law & Order: Special Victims Unit (2000) Elaine Harrington	Episódio: "Chat Room"
- A Gentleman's Game (2001) Mollie Kildruff
- Rain (2001) Jenny
- Superfire (2002) Jill Perkins
- Two Against Time (2002) Emma Portman
- Dead Like Me (2003-2004) Georgia "George" Lass
- Tofu the Vegan Zombie in Zombie Dearest Addie Vost (voz) (2007) Animação
- Dead Like Me: Life After Death (2009) Georgia "George" Lass
- Margarine Wars (2012) Katie Trumbull
- Rudyard Kipling's Mark of the Beast (2012) Natalie
- Hannibal (2013) Georgia

## Prémios e nomeações
Muth partilhou um prémio de melhor actriz coadjuvante no Festival Internacional de Cinema de Tóquio de 1995 pela sua estreia no ecrã em Dolores Claiborne. Em 1999 ganhou o prémio de melhor actriz do American Film Institute (AFI) para The Young Girl and the Monsoon.
Em 2004, o trabalho de Muth em Dead Like Me recebeu duas nomeações: para um Saturn Award na categoria de Melhor Actriz numa série de televisão e para um Satellite Award na categoria de Melhor Performance de uma actriz numa série dramática.